# Антонов, Иван Петрович
Ива́н Петро́вич Анто́нов (7 июля 1920 — 22 марта 1989) — участник Великой Отечественной войны, стрелок 160-й отдельной стрелковой роты Ленинградской военно-морской базы Балтийского флота, краснофлотец.
Герой Советского Союза (22.02.1943), мичман.

## Биография
Родился 7 июля 1920 года в деревне Горбуново ныне Спировского района Тверской области в семье рабочего. Русский. Член ВКП(б) с 1942 года. Окончил 10 классов. Работал заведующим клубом в родной деревне.
С 1940 года в Военно-Морском Флоте. Учился в Объединённой школе младших авиационных специалистов. С началом Великой Отечественной войны — в действующей армии. С 22 июня 1941 года активно участвовал в обороне главной военно-морской базы Краснознамённого Балтийского флота — города-порта Таллин (ныне — столица Эстонской Республики).
После героического перехода кораблей флота из Таллина в Кронштадт воевал с гитлеровскими захватчиками на суше — в районе Невской Дубровки, где стояла тяжёлая морская батарея, на которой он был наблюдателем (в 400 метрах от переднего края обороны). Однажды Иван увидел, как гитлеровцы, жестоко издеваясь, гнали группу полураздетых, оборванных советских женщин и детей. С этого момента бывший умелый охотник-любитель в свободное от вахты время выслеживал врагов из засады. Свою первую снайперскую победу он одержал в январе 1942 года.
Стрелок 160-й отдельной стрелковой роты (Ленинградская военно-морская база, Краснознамённый Балтийский флот) стал одним из зачинателей снайперского движения на Балтике.
С 28 декабря 1941 года по 10 ноября 1942 года меткими выстрелами истребил триста двадцать гитлеровцев и обучил искусству меткой стрельбы по врагу восемьдесят снайперов.
Отличный стрелок-снайпер был трижды ранен, но каждый раз возвращался в боевой строй.
Указом Президиума Верховного Совета СССР «О присвоении звания Героя Советского Союза начальствующему и рядовому составу Военно-Морского флота» от 22 февраля 1943 года за «образцовое выполнение боевых заданий командования на фронте борьбы с немецкими захватчиками и проявленными при этом отвагу и геройство» удостоен звания Героя Советского Союза с вручением ордена Ленина и медали «Золотая Звезда» (№ 869).
После войны продолжал службу в ВМФ. С 1953 года мичман И. П. Антонов — в запасе.
В 1953 году окончил Ленинградский институт советской торговли имени Ф. Энгельса, и до ухода на заслуженный отдых работал директором продовольственной базы «Ленгастроном». Жил в городе-герое Ленинграде (ныне — Санкт-Петербург). Скончался 22 марта 1989 года.

## Награды
- Медаль «Золотая Звезда» Героя Советского Союза (№ 869)
- Два ордена Ленина
- Орден Отечественной войны I степени
- Медали, в том числе:
  - Медаль «За победу над Германией в Великой Отечественной войне 1941—1945 гг.»
  - Юбилейная медаль «Двадцать лет Победы в Великой Отечественной войне 1941—1945 гг.»
  - Юбилейная медаль «Тридцать лет Победы в Великой Отечественной войне 1941—1945 гг.»
  - Юбилейная медаль «Сорок лет Победы в Великой Отечественной войне 1941—1945 гг.»

## Память
Корабль противоминной обороны ВМФ России проекта 12700 носит имя «Иван Антонов». В составе БФ с 2019 года.